# Szorena Begaszwili
Szorena Begaszwili (gruz.: შორენა ბეგაშვილი, trb. szorena begaszwili; ur. 8 lipca 1982 w Rustawi) – gruzińska aktorka teatralna i filmowa, prezenterka telewizyjna.

## Życiorys
Ukończyła Państwową Akademię Teatralną i Filmową im. Szoty Rustawelego w Tbilisi. Początkowo grała w różnych teatrach m.in. w Teatrze Dramatycznym im. Szoty Rustawelego i w Teatrze Mardżaniszwilis. W sierpniu 2007 roku pojawiła się na okładce gruzińskiego magazynu Playboy. W latach 2009–2010 miała swój własny program Noc z Szoreną w Imedi TV. Był on bardzo krytykowany przez opinię publiczną i duchowieństwo. Od 2012 roku występowała jako prezentera w programie Ighbliani borbali w prywatnej telewizji Rustawi 2. Uwikłana była w wiele skandali, najgłośniejszym echem odbił się jej związek z Dawidem Bagrationem-Muchranelim, synem Jorge de Bagrationa, członka dynastii Bagrationów i następcy historycznego tronu w Gruzji.
W październiku 2019 roku ukazał się teledysk do jej utworu „Gvianishou Clip”, nagranego wspólnie z Ameksem. W klipie gościnnie wystąpili kulturyści Nikoloz Turmanidze i Giorgi Qartvelishvili.

## Wybrane role
- 2009: Kwelaperi kargad ikneba
- 2010: Ocnebis kalaki
- 2010: Maita Nasosi
- 2010: Uszenod mgoni mowkwdebi
- 2011: Mamaczemis gelprendi
- 2011: Czama da Seksi
- 2012: Gaighimet
- 2012: Pokeri sikwarulis cesebit
- 2015: 3+3